# Cardinale della corona

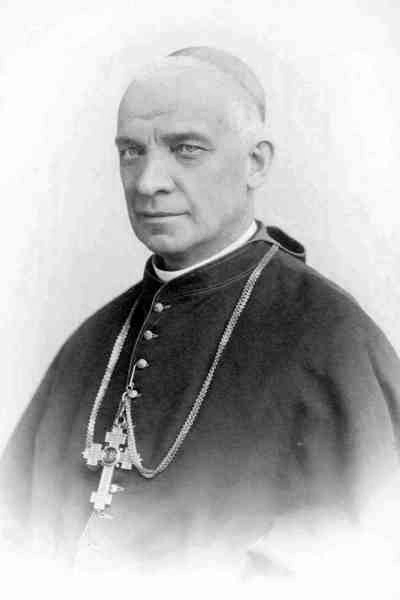
Jan Puzyna, cardinale della corona d'Austria che portò lo ius exclusivae nel conclave del 1903.

Il cardinale della corona era un cardinale protettore di una nazione cattolica, nominato dal re e utilizzato come suo rappresentante ufficiale presso il collegio cardinalizio. Il cardinale della corona aveva anche il compito, se necessario, di portare nel conclave lo ius exclusivae posto dal suo sovrano.
Francis Burkle-Young definì i cardinali della corona come ecclesiastici "elevati al cardinalato solamente dietro raccomandazione dei sovrani europei, senza, in alcuni casi, alcun merito al servizio della Chiesa".

## Storia
L'istituzione dei cardinali della corona ebbe inizio nel XIV secolo come antenati dei diplomatici veri e propri, figure che appariranno solo nel XVI secolo. Alcuni cardinali della corona erano anche imparentati col sovrano.
Il primo riferimento a un cardinale protettore si ebbe nel 1425, quando il papa Martino V proibì ai cardinali di "assumere la protezione di qualsiasi re, principe, regnante, tiranno o di qualsiasi altro governatore laico" . Questa proibizione venne rinnovata nel 1492 dal papa Alessandro VI. Non venne più rinnovata da Leone X nel 1512. Nel 1913 l'ultima nazione che aveva ancora il cardinale della corona era il Portogallo. La prima guerra mondiale decretò la loro scomparsa insieme a quella di molte monarchie.

## Ruolo nel conclave
Nel caso della Spagna, della Francia, del Sacro Romano Impero e - dopo la fine dell'Impero nel 1804 - dell'Austria, dal XVI al XX secolo i cardinali della corona avevano la prerogativa di poter portare nel conclave lo ius exclusivae (un antico diritto dei sovrani cattolici di proibire l'elezione a pontefice di una determinata persona). I cardinali della corona entravano in conclave con, su un foglio, il nome del porporato che il sovrano considerava non gradito, e lo rendevano noto solo se il porporato in questione fosse stato vicino all'elezione.
A volte, però, il loro compito fallì. In due occasioni il conclave si concluse con l'elezione di un candidato su cui era stato posto il veto, che non fu esercitato perché il cardinale della corona giunse a Roma in ritardo:
- Conclave del 1644: Giulio Mazzarino (che portava il veto del re di Francia) non impedì l'elezione di Innocenzo X;
- Conclave del 1846: Karl Kajetan von Gaisruck (che portava il veto dell'imperatore austriaco), non impedì l'elezione di Pio IX.

Il cardinale Jan Puzyna, polacco, per conto dell'imperatore Francesco Giuseppe esercitò per l'ultima volta lo ius exclusivae, in occasione del conclave del 1903, contro il cardinale Mariano Rampolla del Tindaro.
Questo diritto, non regolato dalla legge canonica ma solo dalla tradizione, aveva comunque un forte peso politico. Fu proprio Pio X, eletto al posto del cardinal Rampolla, a cancellare, subito dopo la sua elezione, questo antico privilegio decretando la scomunica a qualunque potere civile che avesse tentato di esercitare pressioni sull'elezione del papa e facendo giurare ai cardinali, all'ingresso in conclave, che non sarebbero stati comunque portatori di tali pressioni.